# Norbert Heitker
Norbert Heitker (* 9. Juli 1971 in Aschendorf, Niedersachsen) ist ein deutscher Regisseur von Werbefilmen und Musikvideos.

## Leben
Norbert Heitker wuchs in Lehe auf und studierte von 1993 bis 1996 Medientechnologie in Hamburg. Danach arbeitete er für Doro zunächst in Wien, später in Berlin, als Regisseur für zahlreiche Musikvideos und Werbefilme.
Er zeichnet außerdem verantwortlich für eine Reihe von Musikfilmen bekannter Interpreten, wozu Die Ärzte, Die Toten Hosen, H-Blockx und Bell, Book & Candle und Phil Fuldner zählen. Für das Video Engel der Band Rammstein wurde ihm 1998 ein Echo verliehen, einen weiteren Echo bekam er 2005 für die DVD Die Ärzte – Die Band, die sie Pferd nannten.
Beim Kurzfilmfestival in Oberhausen wurde er zweimal mit Publikumspreis für das beste deutsche Musikvideo ausgezeichnet: 2004 für Bela B. Feat Charlotte Roche, 1.2.3. und 2007 für Dinge von denen von den Ärzten.
Werbefilme entstanden unter anderem für Berliner Pilsner, Chio Chips, Panasonic, Sachs, Escada und Deichmann. Für seinen Werbefilm Gurte retten Leben bekam er 2007 den österreichischen Staatspreis für die beste Werbekampagne verliehen.

## Videos (Auswahl)

### Musikclips
- 1997: Es war Sommer, Stefan Raab
- 1998: Engel, Rammstein
- 1999: Auld Lang Syne, Die Toten Hosen
- 1999: Take Me Home, H-Blockx
- 2000: The Race, Tom Novy
- 2000: Wie es geht, Die Ärzte
- 2001: Sumisu, Farin Urlaub
- 2001: Miami Pop, Phil Fuldner
- 2002: Dein Lied, Laith Al Deen
- 2002: Die Banane, Die Ärzte
- 2003: Unrockbar, Die Ärzte
- 2003: Dinge von denen, Die Ärzte
- 2004: Die klügsten Männer der Welt, Die Ärzte
- 2004: Dusche, Farin Urlaub
- 2004: Leaving You For, Martin Kesici feat. Tarja
- 2004: We Got the Noise, Donots
- 2005: Sonne, Farin Urlaub
- 2006: Tag mit Schutzumschlag, Bela B.
- 2007: Junge, Die Ärzte
- 2007: Pulverturm 2.0, Niels van Gogh  vs. ENIAC
- 2008: Lasse redn, Die Ärzte.
- 2014: Herz? Verloren, Farin Urlaub
- 2020: Morgens Pauken, Die Ärzte
- 2020: True Romance, Die Ärzte
- 2020: Achtung: Bielefeld!, Die Ärzte
- 2021: ICH, AM STRAND, Die Ärzte
- 2021: NOISE, Die Ärzte
- 2021: KRAFT, Die Ärzte

### Musikfilme
- 2002: Rock ’n’ Roll Realschule, Die Ärzte
- 2002: 15 Jahre Netto – Die Ärzte Live, für SFB und MTV
- 2004: Die Band, die sie Pferd nannten, Die Ärzte live in Oberhausen
- 2010: Lass es wie einen Unfall aussehen, Farin Urlaub Racing Team live
- 2013: Die Nacht der Dämonen, Die Ärzte
- 2014: Wacken 3D, Dokumentarfilm zum Wacken Open Air zum 25-jährigen Jubiläum